# Osvaldo Manzi
Osvaldo Manzi (Osvaldo Ramón Manzione; * 31. August 1925 in Buenos Aires; † 18. April 1976) war ein argentinischer Tangopianist und –komponist, Bandleader und Arrangeur.

## Leben
Manzi besuchte das Conservatorio Nacional de Música. Er setzte seine Ausbildung bei Eduardo Velisone fort und studierte Harmonielehre bei Athos Palma, Juan Carlos Paz, Gilardo Gilardi und Teodoro Fuchs und Klavier bei Ewin Erlich. Bereits Anfang der 1940er Jahre wurde er Pianist bei Radio del Pueblo. In den Folgejahren spielte er u. a. in den Formationen von Florindo Sassone, Miguel Zabala, Elvino Vardaro, Edgardo Donato, Manuel Buzón, Joaquín Do Reyes und Enrique Alessio. Mit seinem ersten eigenen Orchester, dem u. a. Leopoldo Federico und Antonio Rossi und die Sänger Roberto Ray und Oscar Larroca angehörten, trat er 1949 im Café Marzotto auf.
Seine nächste Formation war eine Folkgruppe namens Los Pregoneros. Parallel dazu spielte er im Orchester von Hugo Baralis und Héctor Artola. Zwischen 1953 und 1955 leitete er das Orchester  Alberto Marinos, mit dem in dieser Zeit einige Aufnahmen entstanden. Von 1954 bis 1957 war er als Nachfolger Carlos Figaris Pianist im Orchester Aníbal Troilos. Er wirkte in dieser Zeit an sämtlichen Auftritten und Aufnahmen des Orchesters mit.
Ab 1957 vertrat er Osvaldo Pugliese als Leiter von dessen Orchester, wenn dieser verhindert war. 1959 gründete er mit Eduardo Rovira als Leadbandoneonist erneut ein eigenes Orchester, im Folgejahr mit Rovira, dem Kontrabassisten Kicho Díaz und der Sängerin Silvia Del Río die Gruppe Los Cuatro, die in verschiedenen Nachtclubs und im Fernsehen auftrat. 1960 engagierte ihn Astor Piazzolla für sein Quinteto Nuevo Tango, dem er bis 1964 angehörte. Danach gründete er wieder mit Rovira eine eigene Formation, die jedoch nicht lange bestand. 1965 kehrte er zu Piazzolla zurück. Mit Rubén Ruiz (elektrische Gitarre), Benigno Quintela (Kontrabass) und dem Sänger Héctor Morano nahm er 1966 beim Label Microfón eine LP auf. Nachdem er einige Jahre mit eigenen Formationen gearbeitet hatte, schloss er sich 1972 Piazzollas Nonett an.
Manzi komponierte einige Tangos, darunter Simple, Furtiva, Tema para la tarde de viento, Quien, Rosal, No bailes con otro, Tres rivales und Elegía. Daneben betätigte er sich auch als Journalist und schrieb Gedichte und einige Kurzgeschichten.